# Joppa dromedaria
Joppa dromedaria là một loài tò vò trong họ Ichneumonidae.